# Grace Park
Grace Park (Los Ángeles, 14 de marzo de 1974) es una actriz canadiense nacida en los Estados Unidos. Conocida principalmente por su papel como Sharon Valerii Boomer en la serie Battlestar Galactica y por la serie canadiense Edgemont. Hasta 2017, Grace Park interpretó a la oficial Kono Kalakaua en la nueva versión de la serie Hawaii Five-0, de la CBS. Actualmente ya no actúa en Hawaii Five-0 por discrepancias con su contrato. También como en Miami CSI y Chicago fire!

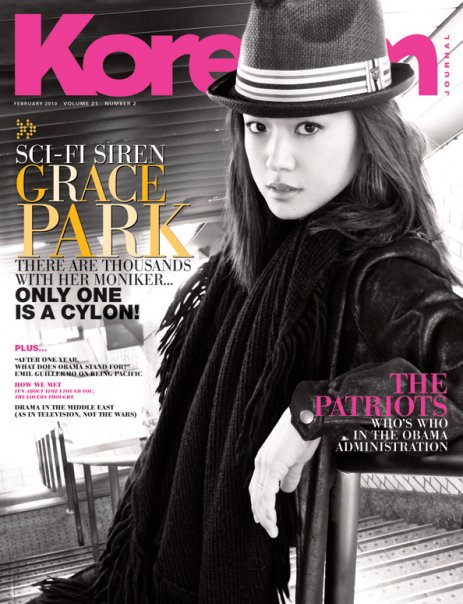
Grace Park en 2010, en magazín KoreAm.

## Biografía
Park nació en marzo de 1974 en Los Ángeles (California), en los Estados Unidos. Poco antes de cumplir 2 años, su familia se trasladó a Canadá, donde Se crio en el barrio de Kerrisdale, en Vancouver. Es hija de padres coreanos, se graduó en 1992 en la Magee Secondary School y cursó psicología en la Universidad de Columbia Británica (Canadá). Estudió español y también habla coreano, un poco de francés y cantonés. Actualmente vive en Vancouver con su marido, Phil Kim.

## Trayectoria
Finalizada la universidad, decidió probar la actuación durante un año, pero inmediatamente obtuvo el papel de Shannon Ng en la telenovela canadiense para adolescentes "Edgemont", donde trabajó entre 2001 y 2005. Apareció en la miniserie Battlestar Galactica en 2003 y continuó interpretando al mismo personaje o personajes relacionados en series y películas posteriores.
Simultáneamente, comenzó a trabajar también en cine, debutando en el thriller de acción "Romeo debe morir" (2000), protagonizado por Jet Li, Isaiah Washington y Delroy Lindo; y en participaciones recurrentes o como invitada en numerosas series televisivas, entre ellas "The Immortal", "The Outer Limits", "Stargate SG-1" o "Jake 2.0".
Park tuvo un papel en la película de 2007 West 32nd, un drama criminal ambientado en el barrio coreano de Nueva York. Apareció como la teniente Sandra Telfair en Command & Conquer 3: Tiberium Wars, de Electronic Arts, junto a su compañera de reparto en Battlestar Galactica, Tricia Helfer.
En 2008, tuvo papeles coprotagonistas en la serie de A&E The Cleaner hasta su cancelación el 25 de septiembre de 2009 y en la serie de la CBC The Border hasta su cancelación en 2010. En 2009, Park tuvo un cameo (no acreditado) en el vigésimo episodio de la novena temporada de la serie de televisión CSI: Crime Scene Investigation, titulado "A Space Oddity" (Una rareza del espacio). Apareció como una fan en una multitud en una convención de ciencia ficción, oponiéndose a un remake de una serie similar a Star Trek, comparable al remake de Battlestar Galactica que ella protagonizó. En 2009 retomó su papel en Battlestar Galactica en la película para televisión Battlestar Galactica: The Plan.
En 2010, apareció en la serie de Fox Human Target como Eva Kahn, y fue un personaje principal, Kono Kalakaua, en la reposición de 2010 de CBS de Hawaii Five-0. Park y su compañero de reparto en Hawaii Five-0, Daniel Dae Kim, abandonaron la serie en 2017, dejando al reparto sin actores asiáticos habituales, tras una disputa salarial en la que se informó de que la última oferta de la CBS les pagaba entre un 10 % y un 15 % menos que a sus coprotagonistas blancos, Alex O'Loughlin y Scott Caan. La CBS afirmó que había concedido la lis aumentos salariales "sin precedentes" a Park y Kim, sugiriendo que habían cobrado mucho menos con sus antiguos contratos. Algunos críticos señalaron que "la negativa de la cadena a pagar a Kim y Park en las mismas condiciones que a O'Loughlin y Caan era la declaración formal de la CBS de que estaban decididos a proteger una disparidad que ha sido un punto delicado desde el estreno de la serie": La afirmación era que O'Loughlin y Caan son las "estrellas" de Hawaii Five-0, mientras que Kim y Park no son más que "coprotagonistas" o reparto secundario". Sin embargo, en un principio Kim y Park aparecían mucho en la publicidad y resultaron ser una parte crucial del éxito de la serie.

## Filmografía

### Cine
| Año  | Título                      | Papel        | Notas      |
| ---- | --------------------------- | ------------ | ---------- |
| 2000 | Romeo Must Die              | Asian Dancer |            |
| 2003 | Fluffy                      | Amy          | Short film |
| 2007 | West 32nd                   | Lila Lee     |            |
| 2008 | Run Rabbit Run              | Hannah Moon  |            |
| 2017 | Adventures in Public School | Mackenzie    |            |
| 2018 | Freaks                      | Agent Ray    |            |

### Televisión
| Año        | Título                                       | Papel                                                   | Notas |
| ---------- | -------------------------------------------- | ------------------------------------------------------- | --- |
| 1997       | The Outer Limits                             | Virtual Avatar                                          | Episode: "Bits of Love"                                                                                         |
| 1997       | Beyond Belief: Fact or Fiction               | Maddie                                                  | Episodio: "The Crypt Ghost"                                                                                     |
| 2000       | Secret Agent Man                             | Louann/Staffer n.º 2                                    | Episodios: "From Prima with Love", "Uncle S.A.M."                                                               |
| 2000–2001  | The Immortal                                 | Mikiko                                                  | Papel recurrente (5 episodios)                                                                                  |
| 2001       | The Outer Limits                             | Satchko                                                 | Episodio: "Time to Time"                                                                                        |
| 2001       | Dead Last                                    | Bartender n.º 2                                         | Episodio: "Piloto"                                                                                              |
| 2001       | Dark Angel                                   | Female Breeding X5                                      | Episodio: "Designate This"                                                                                      |
| 2001       | Stargate SG-1                                | Lt. Satterfield                                         | Episodio: "Proving Ground"                                                                                      |
| 2001–2005  | Edgemont                                     | Shannon Ng                                              | Papel protagonista (69 episodios)                                                                               |
| 2002       | L.A. Law: The Movie                          | Charmaigne                                              | TV film |
| 2003       | Jinnah: On Crime – White Knight, Black Widow | Cynthia Wong                                            | TV film |
| 2003       | Battlestar Galactica                         | Lt. Sharon Valerii                                      | TV miniseries                                                                                                   |
| 2003–2004  | Jake 2.0                                     | Fran Yoshida                                            | Papel recurrente (4 episodios)                                                                                  |
| 2004       | Human Cargo                                  | Taiwanese Woman n.º 1                                   | TV miniseries                                                                                                   |
| 2004       | Andromeda                                    | Doctor 26 Carol                                         | Episodio: "Machinery of the Mind"                                                                               |
| 2004       | The Dead Zone                                | Sexy Bridesmaid                                         | Episodio: "Speak Now"                                                                                           |
| 2004–2009  | Battlestar Galactica                         | Lt. Sharon "Boomer" Valerii Lt. Sharon "Athena" Agathon | Papel protagonista (73 episodios)                                                                               |
| 2007       | Command & Conquer 3: Tiberium Wars           | Lt. Sandra Telfair                                      | Video game |
| 2007       | Battlestar Galactica: Razor                  | Lt. Sharon Valerii                                      | TV film |
| 2008–2009  | Battlestar Galactica: The Face of the Enemy  | Number Eight                                            | TV miniseries                                                                                                   |
| 2008–2009  | The Cleaner                                  | Akani Cuesta                                            | Papel protagonista (26 episodios)                                                                               |
| 2008–2010  | The Border                                   | Special Agent Liz Carver                                | Papel protagonista (12 episodios)                                                                               |
| 2009       | CSI: Crime Scene Investigation               | Convention Attendee                                     | Episodio: "A Space Oddity"                                                                                      |
| 2009       | Battlestar Galactica: The Plan               | Lt. Sharon "Boomer" Valerii                             | TV film |
| 2010       | Human Target                                 | Eva Khan                                                | Episodio: "Corner Man"                                                                                          |
| 2010, 2013 | American Dad!                                | Akiko Yoshida (voice)                                   | Episodios: "Best Little Horror House in Langley Falls", "Spelling Bee My Baby"                                  |
| 2010–2017  | Hawaii Five-0                                | Kono Kalakaua                                           | Papel protagonist Temporadas 1–7; (168 episodios) Nominada: 2013 Teen Choice Awards – Choice TV Actress: Action |
| 2017       | MacGyver                                     | Kono Kalakaua                                           | Episodio 18: "Flashlight"                                                                                       |
| 2018–2023  | A Million Little Things                      | Katherine Kim                                           | Papel protagonista                                                                                              |